# Michael Mohun
Michael Mohun, né vers 1620 et enterré le 11 octobre 1684, est un comédien anglais majeur qui a exercé ses talents tant avant qu'après la période de fermeture des théâtres, imposée par le régime militaire de Cromwell, de 1642 à 1660. Il a aussi joué dès 1659, avec d'autres comédiens de la période antérieure au Commonwealth d'Angleterre, dans le cadre d'une troupe non autorisée qui avait établi ses quartiers au théâtre du Red Bull Theatre de Londres.
En sa qualité de meneur de la troupe, Mohun parvient à un accord avec le Maître des Festivités, qui lui accorde le privilège de pouvoir jouer en contrepartie du paiement de royalties. Plus tard, au terme d'une lutte de pouvoir complexe autour des deux lettres de patente émises par Charles II en faveur de deux compagnies théâtrales au moment de la Restauration de la monarchie, il devient un membre à part entière de la King's Company de Thomas Killigrew, patronnée par le roi. Avec Charles Hart et John Lacy, autres grandes figures masculines de cette troupe, Mohun bénéficie d'un statut tel qu'il jouit d'une autorité certaine, qui lui permet, par exemple, d'apposer sa signature sur les documents officiels pour le compte des autres comédiens de la troupe. Il demeure membre de la King's Company jusqu'à ce que son âge et ses problèmes de santé le poussent à faire ses adieux à la scène, à la fin des années 1670.
Michael Mohun s'est très fréquemment vu confier des rôles majeurs, voire principaux, essentiellement dans le registre des « méchants ». Ainsi, ses interprétations des personnages de Iago, dans Othello de Shakespeare, et le personnage-titre de la comédie Volpone de Ben Jonson, ont grandement contribué à sa célébrité. Il est aussi connu pour avoir apporté, par son talent, un côté sombre au personnage de Pinchwife dans La Provinciale de William Wycherley.